# Mirinzal
Mirinzal é um município brasileiro do estado do Maranhão.

## História
Os indígenas foram os primeiros habitantes da região, com a chegada das civilizações que vieram a ocupar o território, os indígenas foram se afastando cada vez mais.
Anteriormente criado como distrito pela lei estadual nº 269, de 31 de dezembro de 1948 e subordinado ao município de Guimarães, Mirinzal emancipou-se pela lei estadual nº 2175, de 26 de dezembro de 1961 e se tornou município com dois distritos, Mirinzal e Usina Joaquim Antônio (que hoje vem a ser o município de Central do Maranhão), criados pela mesma lei.

## Geografia
O município de Mirinzal possui uma extensão territorial de 686,944 quilômetros quadrados, ocupando a 143 posição entre os 217 municípios maranhenses em termos de área.

### Demografia
Segundo dados do Censo Demográfico de 2022, Mirinzal contava com 13.978 habitantes, resultando em uma densidade populacional de aproximadamente 20,35 habitante por quilômetro quadrado. No contexto estadual, o município ocupava a 131 posição em número de habitantes e a 100 em densidade demográfica comparando-se com outros municípios do estado do Maranhão. A estimativa populacional para o ano de 2024 era de 14.297 habitantes.

### Educação
Em 2010, a taxa de escolarização de crianças entre 6 e 14 anos em Mirinzal era de 97,6 %, colocando o município na 57 colocação entre os 217 do estado. Quanto ao Índice de Desenvolvimento da Educação Básica (IDEB) referente ao ano de 2023, os anos iniciais do ensino fundamental na rede pública apresentaram índice de 4,9 enquanto os anos finais atingiram 4,0.
| Taxa de escolarização de 6 a 14 anos de idade [2010]             | 97,6 %           |
| IDEB – Anos iniciais do ensino fundamental (Rede pública) [2023] | 4,9              |
| IDEB – Anos finais do ensino fundamental (Rede pública) [2023]   | 4,0              |
| Matrículas no ensino fundamental [2023]                          | 2.082 matrículas |
| Matrículas no ensino médio [2023]                                | 559 matrículas   |
| Docentes no ensino fundamental [2023]                            | 181 docentes     |
| Docentes no ensino médio [2023]                                  | 36 docentes      |
| Número de estabelecimentos de ensino fundamental [2023]          | 22 escolas       |
| Número de estabelecimentos de ensino médio [2023]                | 2 escolas        |

Fonte: IBGE

## Economia
Em 2021, o Produto Interno Bruto (PIB) per capita de Mirinzal foi de R$ 7.442,26, valor que colocava o município na 173 posição entre os 217 do estado do Maranhão. Já em 2023, as receitas oriundas de fontes externas representavam 97,11 % do total arrecadado pelo município, o que o posicionava em 11 lugar no ranking estadual.
| PIB per capita [2021]                                                                           | 7.442,26 R$      |
| Índice de Desenvolvimento Humano Municipal (IDHM) [2010]                                        | 0,622            |
| Total de receitas brutas realizadas [2023]                                                      | 56.389.822,28 R$ |
| Transferências correntes (Percentual em relação às receitas correntes brutas realizadas) [2023] | 97,11 %          |
| Total de despesas brutas empenhadas [2023]                                                      | 51.773.528,75 R$ |

Fonte: IBGE
| Salário médio mensal dos trabalhadores formais [2022]                                             | 2,1 salários mínimos |
| Pessoal ocupado [2022]                                                                            | 767 pessoas          |
| População ocupada [2022]                                                                          | 5,49 %               |
| Percentual da população com rendimento nominal mensal per capita de até 1/2 salário mínimo [2010] | 52 %                 |

Fonte: IBGE